# Cromapanax lobatus
Cromapanax lobatus és una espècie de plantes amb flor de la família de les araliàcies. És l'únic membre del gènere Cromapanax i es troba principalment a Bhutan.